# Jessica Fox

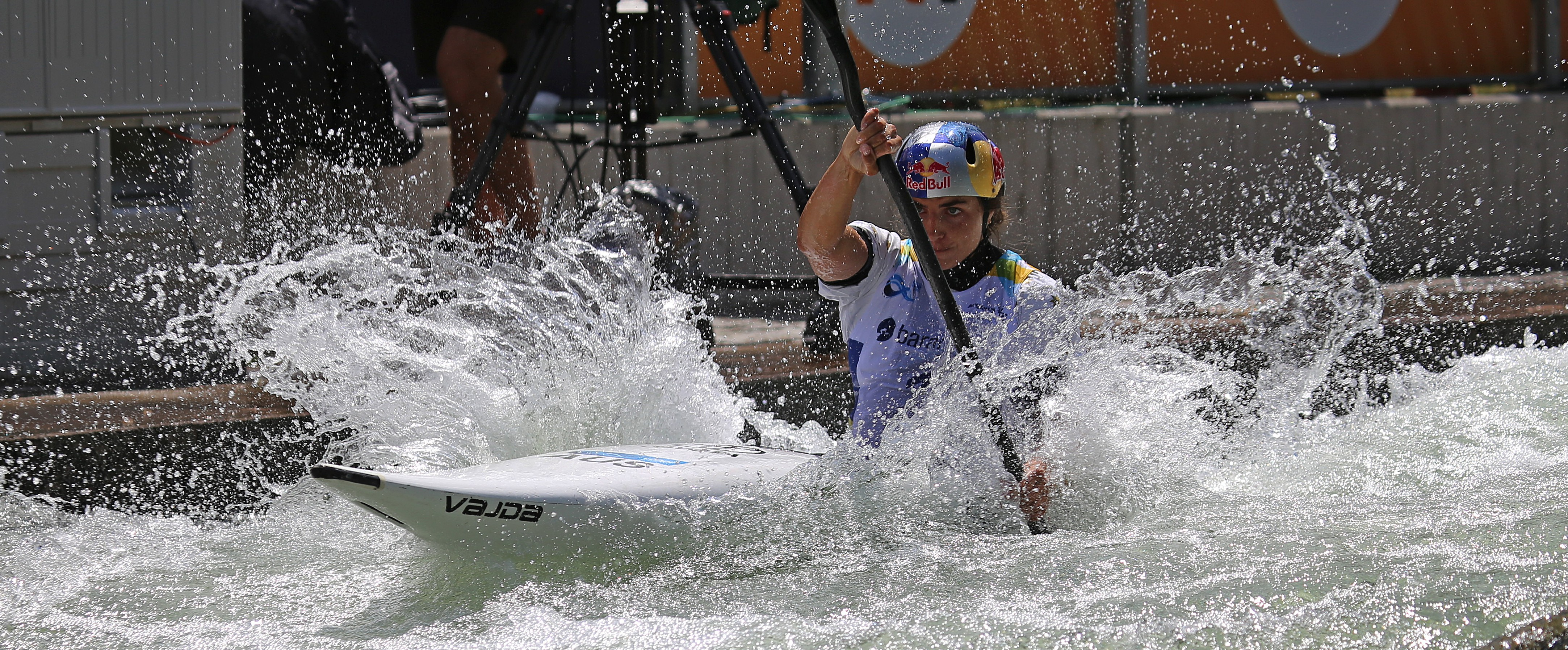
Jessica Fox ai Mondiali di Augusta dei 2022

Jessica Fox (Marsiglia, 11 giugno 1994) è una canoista australiana, specializzata nello slalom.

## Palmarès
- Giochi olimpici

Londra 2012: argento nel K1.
Rio de Janeiro 2016: bronzo nel K1.
Tokyo 2020: oro nel C1, bronzo nel K1.
Parigi 2024: oro nel K1 e nel C1.
- Mondiali

Tacen 2010: bronzo nel C1.
Praga 2013: oro nel C1 e nel C1 a squadre.
Deep Creek Lake 2014: oro nel C1 e nel K1.
Londra 2015: oro nel C1 e nel C1 a squadre.
Pau 2017: oro nel K1, argento nel C1 a squadre, bronzo nel K1 a squadre.
Rio de Janeiro 2018: oro nel C1 e nel K1.
La Seu d'Urgell 2019: oro nel C1 a squadre, argento nel C1 e nel K1.
Bratislava 2021: oro nell'extreme canoe slalom.
Augusta 2022: oro nell'extreme canoe slalom, argento nel C1 e nel K1.
- Campionati oceaniani di canoa slalom

Penrith 2016: oro nel C1 e argento nel K1.
Auckland 2017: oro nel C1 e nel K1.
Auckland 2018: oro nel C1.
Penrith 2019: oro nel C1 e nel K1.
Auckland 2020: oro nel K1.
Auckland 2022: oro nel C1 e nel K1.
- Giochi olimpici giovanili

Singapore 2010: oro nel K1.